# Jean-Baptiste Esch
Jean-Baptiste Esch (* 25. Mai 1902 in Wiltz; † 17. September 1942 in der Tötungsanstalt Hartheim) war ein luxemburgischer römisch-katholischer Geistlicher und Märtyrer.

## Leben
Jean-Baptiste Esch wuchs als Sohn eines Landwirts in Weidingen (heute Ortsteil von Wiltz) in Luxemburg auf und wurde 1929 in der Stadt Luxemburg zum Priester geweiht. Er wurde Redakteur an der katholischen Tageszeitung Luxemburger Wort und wichtigster Mitarbeiter von Jean Origer. Mit diesem zusammen wurde er am 6. September 1940 von der Gestapo verhaftet und kam über das Gefängnis Trier und das KZ Sachsenhausen in das KZ Dachau. Im August 1942 starb er in der Tötungsanstalt Hartheim im Alter von 40 Jahren.

## Gedenken
In der Stadt Luxemburg trägt eine Straße seinen Namen. 